# Образование в Чаде

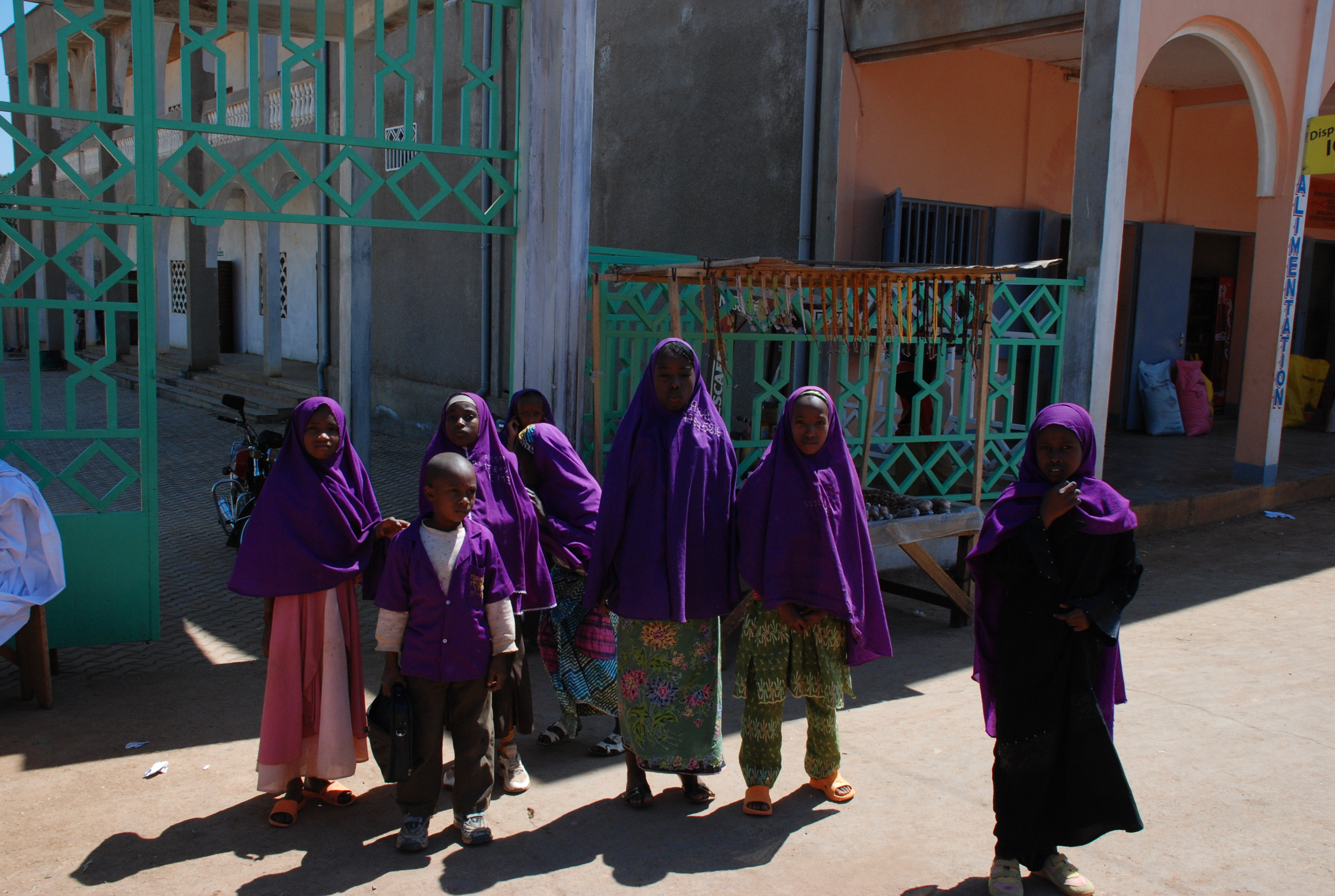
Ученики расположенной в Чаде мусульманской школы.

Образование в Чаде находится в плачевном состоянии из-за малого финансирования и определенной степени нежелания родителей отправлять своих детей в школу. Хотя посещаемость средней школы является обязательной, только 68 % мальчиков, окончив начальную школу, продолжают учиться далее. Более половины населения неграмотно. Высшее образование жители Чада могут получить в Университете Нджамены. По состоянию на 2021 год, по оценкам всемирной книги фактов ЦРУ, только 26,8 % населения в возрасте от 15 лет и старше умеют читать и писать из них 35,4 % мужчин и 18,2 % женщин.

## История
Создание протестантских школ на юге Чада в 1920-е годы, является началом прихода западного образования в страну. С самого начала колониальная администрация установила требования, чтобы всё обучение шло на французском языке, за исключением религиозных классов. Стандартный учебный план был доступен для всех желающих за счёт государственных субсидий.
Образование в Чаде было сосредоточено на начальном обучении. До 1942 года студенты Чада, которые желали получить среднее образование, вынуждены были пойти учиться в школы в Браззавиле, Республика Конго. Государственные средние школы были открыты в Чаде в 1942 году, но школьная программа не была сертифицирована до середины 1950-х годов.
После обретения независимости в 1960 году, правительство установило цель обеспечения всеобщего начального образования, и посещаемость школы была сделана обязательной до двенадцати лет. Тем не менее, разработка стандартных учебных программ была затруднена для большого числа школ, тем что, существовали двух и трехлетние учебные учреждения, наряду со стандартными пяти и семилетними колледжами и лицеями, и предпочтение населением общеобразовательных школ — мусульманскими. Тем не менее, к середине 1960-х годов 17 % учеников в возрасте от шести до восьми лет учились в школах. В мусульманских школах преподавали предметы на арабском языке. Первая мусульманская школа в Чаде — École Mohamed Illech, была основана в 1918 году.
Несмотря на усилия правительства, в целом уровень образования в стране оставался низким в конце первого десятилетия независимости. В 1971 году около 88 процентов мужчин и 99 процентов женщин в возрасте старше пятнадцати лет не умели читать, писать или говорить по-французски (в то время единственный официальный государственный язык); уровень знания арабского языка составлял 7,8 процента. В 1982 году общий уровень грамотности составлял около 15 процентов. Основные проблемы препятствующие развитию образования в Чаде после обретения независимости: недостаточное финансирование и ограниченное количество учителей. Перенаселенность является серьёзной проблемой, в некоторых классах учится до 100 учеников. В годы после обретения независимости, многие учителя начальной школы обладали недостаточно хорошей квалификацией. На уровне средней школы, ситуация была ещё хуже.
В 1970-х и 1980-х годах, Чад добился значительного прогресса в решении существующих проблем в образовании. Была разработана программа по подготовке учителей для начальных школ. На уровне средней школы, всё большее число чадцев стали занимать свои места в рядах преподавателей. Кроме того, в течение 1971-72 гг. учебного года, был открыт университет в Нджамене.
Другая проблема заключалась в том, что французские учебные программы для школ Чада не были эффективными. Преподавание в начальных школах велось на французском языке, хотя большинство учеников не говорили на этом языке, когда они пошли в школу. Кроме того, академические программы унаследованные от французов, подготавливали студентов по тем специальностям, по которым не было возможности найти работу в Чаде. Начиная с конца 1960-х годов, правительство попыталось решить эти проблемы. Модель школы по французскому стилю классического образования была заменена на новую, которая учила детей жить в условиях африканского государства.
Гражданская война в Чаде разрушила все успехи правительства в реформе образования. Отсутствие безопасности в обширных регионах страны, повлекло за собой отказ учителей ехать из столицы работать на периферию. Кроме того, война повлекла за собой хаос в стране и дети перестали регулярно посещать занятия в школах. Правительство тратило ресурсы для победы в конфликте и практически прекратило финансировать образование. Наконец, насилие в стране напрямую сказывалось на преподавателях и студентах.
После окончания войны правительство сделало значительные усилия для преодоления проблем в образовании. В 1983 году Министерство Планирования и Реконструкции сообщило, что открытие школ в 1982-83 учебных годах был самым успешным с момента начала войну в 1979 году. В 1984 году университет Чада снова заработал.
В 2005 году в Чаде вновь разразилась гражданская война, финансирование различных сфер экономики вновь было свёрнуто в пользу вооружённых сил.

## Начальное и среднее образование
Статья 35 Конституции Чада предусматривает, что граждане имеют право на бесплатное образование. Образование является обязательным для детей начиная с 6 лет и продолжается до 15 лет. Однако, правительство не в состоянии в полном объёме финансировать образование, и на практике родители платят за обучение детей и зарплаты учителям. В 2002 году 76 % детей Чада посещали школу, однако эти данные основаны на числе учеников официально зарегистрированных в начальной школе и, следовательно, не обязательно отражают фактическое посещение школы. Образовательные возможности для девочек ограничены, главным образом, из-за культурных традиций. Меньше девочек поступают в среднюю школу, чем мальчиков, в основном за счёт ранних браков. В 1999 году, 54,0 процента детей после окончания начальной школы перешли в 5-й класс.

## Высшее образование
Когда страна стала независимой в 1960 году, в ней не было университетов. В первое десятилетие независимой жизни страны, студенты, которые хотели бы получить высшее образование — были вынуждены уезжать за границу. В 1966-67 учебных годах, восемьдесят три гражданина Чада обучались за пределами страны; в следующем году это число возросло до 200. В первые годы, почти все дети, желающие получить высшее образование были мужского пола. Наибольшее число студентов отправились во Францию (30 процентов в 1966-67 учебном году), но некоторые чадцы учились в Бельгии, Сенегале, Кот-д’Ивуаре и Республике Конго. В то время, большинство студентов изучали гуманитарные науки, сельское хозяйство и медицину.
В соответствии с соглашением с Францией, Университет Чада открыли в 1971-72 учебном году. Финансировался он почти полностью за счёт французской помощи, 200 студентов поступили туда в первый год. К 1974-75 учебному году число учащихся поднялось до 500. Число студентов увеличилось с 639 в 1976-77 гг. до максимума 1046 в 1977-78 гг., затем несколько уменьшилось до 974 в 1978-79 годах. К сожалению, гражданская война сказалась на жизни университета в 1979 и 1980 годах, когда за столицу страны — Нджамену шли жестокие бои между повстанцами и правительственными войсками. С возвращением относительно спокойной жизни в начале 1980-х, университет вновь был открыт. В 1983-84 годах в университете было 141 преподавателей и 1643 студентов.
В дополнение к университету, высшие учебные заведения в Чаде включают: одно передовое учреждение по подготовке учителей, École Normale Supérieure (в которой обучали учителей для средней школы). Зачисление в 1982-83 и 1983-84 учебных годах в эти заведения составило около 200 студентов. Учебные программы включают в себя: историю, географию, современную литературу, английский и французский и арабский языки, математику и физику, биологию, геологию и химию.

## Профессиональное образование
В 1983 году в Чаде были открыты три лицея Lycées techniques industrielles (в Сархе, Нджамене и Мунду) и колледж Collège d’Enseignement Technique в Сархе. В них обучалось 1490 студентов в 1983 году.
Выпускники начальной школы, заинтересованные в технической и профессиональной подготовке обучались два курса. Студенты могут окончить первый уровень (трехлетнюю программу в колледже, после чего они могут продолжать обучение в одной из трёх технических лицеях) или же они могут продолжать обучение в одном из лицее и закончить весь курс обучения, длиною в шесть лет. Студенты, окончившие три года обучения, получают сертификат подтверждающий их профессиональный способности. После окончания шестилетнего курса студентам вручают дипломы.
Помимо лицеев, ряд других учреждений предлагали профессиональное обучение в Чаде в начале 1980-х. К ним относятся École Nationale d’Administration, который открылся в 1963 году в Нджамене, почтовые и телекоммуникационные школы в Сархе; школа для технического образования связанного с общественными работами, а в Ва-Илли была открыта сельскохозяйственная школа. Другие граждане Чада обучались в технических учебных центрах за рубежом.
В конце 1980-х, передовое медицинское образование не было доступно в Чаде. Единственное медицинское учебное заведение в стране называлось — Национальный институт общественного здравоохранения и социальной работы (École Nationale de Santé Publique et de Service Social—ENSPSS) в Нджамене. В 1982 году там обучалось всего двадцать восемь студентов.